# شيك كالدروود
شيك كالدروود (بالإنجليزية: Chic Calderwood)‏ مواليد 1 سبتمبر 1937 في اسكتلندا - الوفاة 12 نوفمبر 1966 في اسكتلندا، كان ملاكم محترف بريطاني صنّف ضمن فئة الوزن الثقيل.

## إحصائيات
خاض خلال مسيرته 55 نزالا، فاز في 44 وتعادل في 1 وخسر في 9. فاز بالضربة القاضية في 29 نزالا.